# Бросаско
Бросаско (итал. Brossasco) је насеље у Италији у округу Кунео, региону Пијемонт.
Према процени из 2011. у насељу је живело 943 становника. Насеље се налази на надморској висини од 587 м.

## Становништво
| 1931. | 1936. | 1951. | 1961. | 1971. | 1981. | 1991. | 2001. | 2011. |
| ----- | ----- | ----- | ----- | ----- | ----- | ----- | ----- | ----- |
| 2.314 | 2.142 | 2.003 | 1.674 | 1.317 | 1.222 | 1.177 | 1.133 | 1.109 |